# Atlanticus testaceus
Atlanticus testaceus är en insektsart som först beskrevs av Scudder, S.H. 1901.  Atlanticus testaceus ingår i släktet Atlanticus och familjen vårtbitare. Inga underarter finns listade i Catalogue of Life.